# Джон М'Бумба
Джон Мікаель М'Бумба (фр. John Mickael M'Bumba, 29 квітня 1983, Андерлехт, Бельгія) — французький боксер-любитель, чемпіон Європи серед юніорів 2006 року, дворазовий бронзовий призер чемпіонату світу серед любителів (2007 і 2009), учасник Олімпійських ігор 2008 року, чемпіон Франції 2007 і 2008 років.

## Боксерська кар'єра
Джон М'Бумба народився у Бельгії. У дитячому віці переїхав з батьками до Франції, де і почав займатися боксом.
На чемпіонаті Європи 2006 переміг Мемнуна Хаджича (Боснія і Герцеговина) і програв Віктору Зуєву (Білорусь).
На чемпіонаті світу 2007 року завоював бронзову медаль.
- У 1/16 фіналу переміг Кейта Тапіа (Пуерто-Рико) — 28-13
- У 1/8 фіналу переміг Еліаса Павлідіса (Греція) — 21-14
- У чвертьфіналі переміг Михая Мунтяна (Молдова) — 22-13
- У півфіналі програв Рахіму Чахкієву (Росія) — 9-21

На Олімпійських іграх 2008 переміг Девіо Хуліо Бланко (Колумбія) — 11-5 і програв Рахіму Чахкієву (Росія) — 9-18.
На чемпіонаті Європи 2008 достроково програв у першому бою Ельчину Алізаде (Азербайджан).
На чемпіонаті світу 2009 року знов завоював бронзову медаль.
- У 1/16 фіналу переміг Джордана Шиммеля (США) — 10-3
- У 1/8 фіналу переміг Іхаба Алматбоулі (Йорданія) — 22-10
- У чвертьфіналі переміг Рамезджона Ахмедова (Узбекистан) — 15-7
- У півфіналі програв Осмай Акоста (Куба) — 2-9

На чемпіонаті Європи 2011 програв у першому бою.